# Museum Neues Weimar

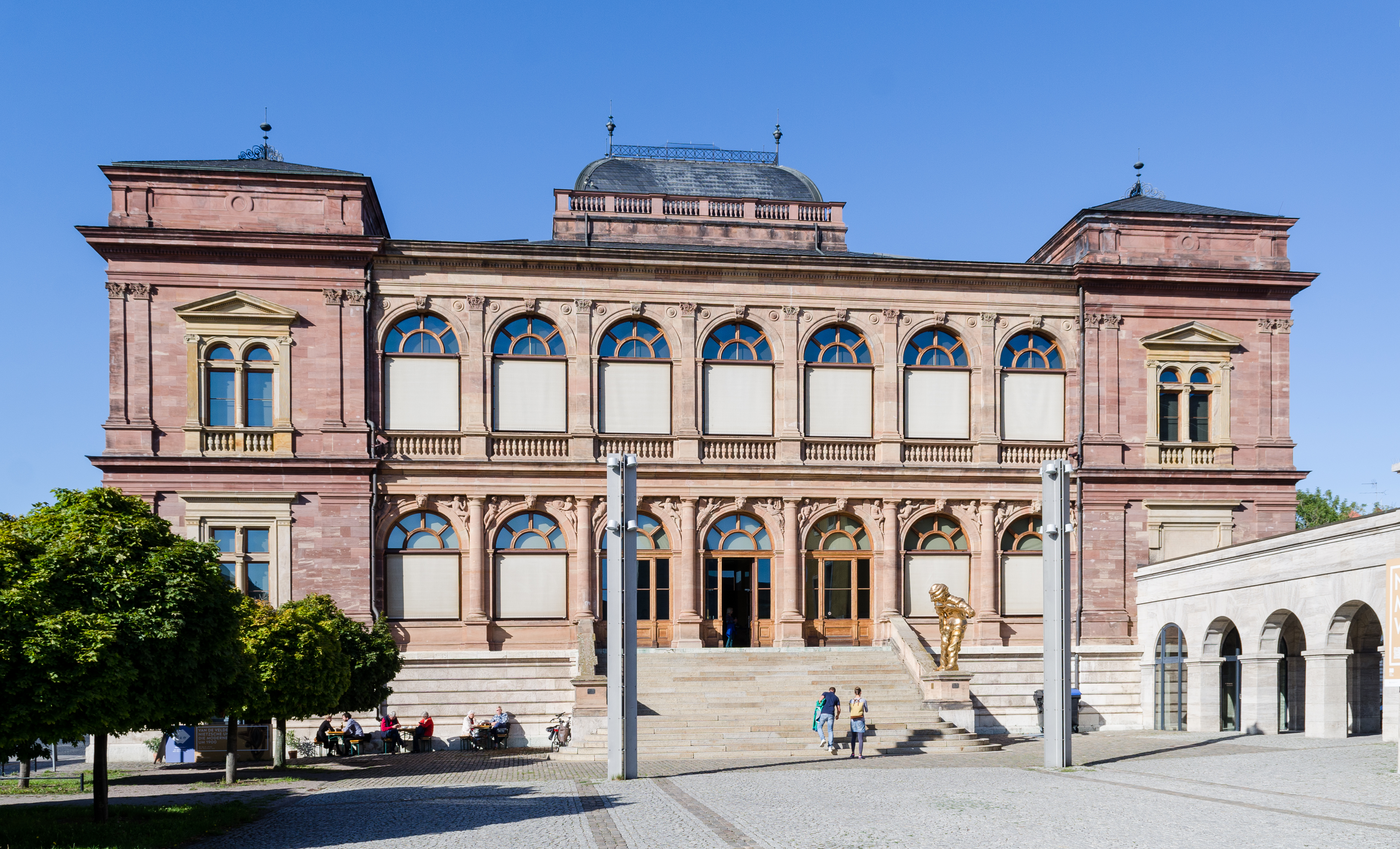
Museum Neues Weimar

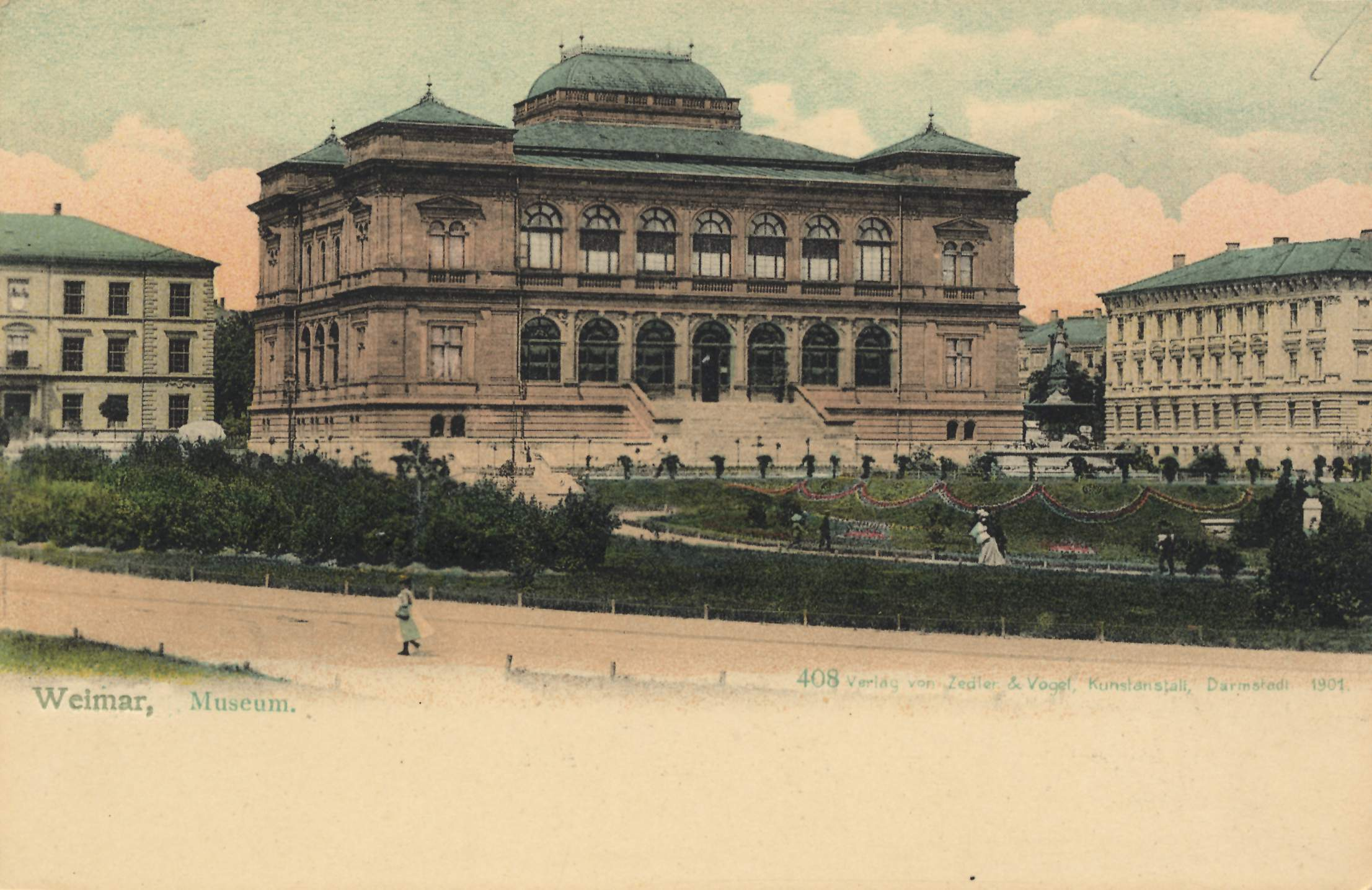
Das Museum mit dem Vimaria-Brunnen um 1900

Das Museum Neues Weimar (1919 bis 1946: Thüringisches Landesmuseum; von 1999 bis 2020 Neues Museum Weimar) in Weimar ist ein Museum der Klassik Stiftung Weimar für Kunst und Design um 1900 mit eigener Museumswerkstatt für handwerkliche Arbeiten. Als ehemaliges Großherzogliches Museum wurde es 1869 als einer der ersten deutschen Museumsbauten errichtet. Es liegt in der Nordvorstadt.

## Geschichte

### Großherzogliches Museum / Thüringisches Landesmuseum

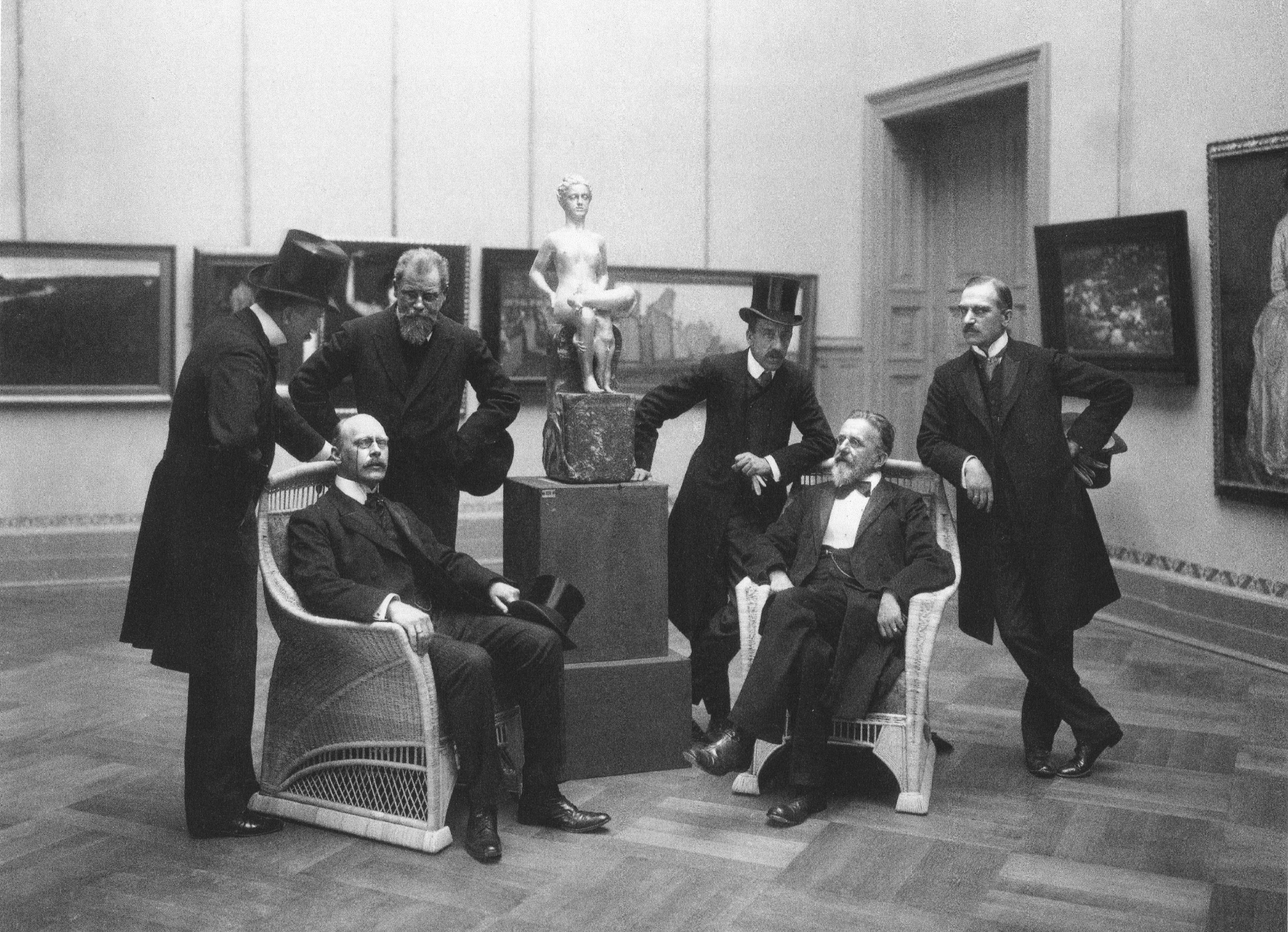
Eröffnung der Ausstellung des Deutschen Künstlerbundes im Großherzoglichen Museum, 1906

Das Museumsgebäude wurde als Großherzogliches Museum zwischen 1864 und 1869 vom Prager Architekten Josef Zítek errichtet. Da es ein öffentliches Gebäude war, unterstand das Bauvorhaben dem Großherzoglichen Oberbaudirektor Carl Heinrich Ferdinand Streichhan. Die Bauleitung lag bei Carl Martin von Stegmann. Dabei wurden vor allem zeitgenössische Formen der Neorenaissance verwendet. Die Festlegung des Standortes des Neuen Museums und seine Einbeziehung in das Bahnhofsviertel gehen auf Ernst Heinrich Kohl zurück. Der Museumsbau wurde am Fries des Stegmannschen Hauses parodiert.

„Als das Museum am 27. Juni 1869 feierlich eröffnet wurde, sparte die Presse wiederum nicht mit Lob: Entstanden sei ‚ein prächtiger Bau von seltener Reinheit des Stils und Schönheit der Form.‘ Zítek hatte ein in jeder Hinsicht überzeugendes Werk geschaffen, das sich in seiner Baugestalt, im Formenvokabular und in der Ausstattung am Stil der italienischen Hochrenaissance orientierte. Die Zeitgenossen hoben als besonderes bemerkenswert auch den ‚Materialbau‘ und die hier erzielte, erlesene Polychromie hervor. Mit dem Weimarer Museum, seinem Erstlingswerk, hatte Zítek nicht nur in der kleinen Residenzstadt neue Maßstäbe gesetzt (...), sondern sich einen Platz in der deutschen, ja internationalen Architekturszene erobert.“

Im Museum war zunächst die Kunstsammlung des Großherzogtums Sachsen-Weimar-Eisenach untergebracht; später stellte es Werke der Weimarer Malerschule aus. Ab 1875 zierte den Vorplatz des Museums der von Robert Härtel geschaffene Vimaria-Brunnen.
Nach der Abdankung der Weimarer Herzogsfamilie wurde das Museum im Jahr 1919 in „Thüringisches Landesmuseum“ umbenannt. In den 1920er Jahren wurde hier die umstrittene Avantgarde präsentiert.

### Gauforum und Luftangriffe

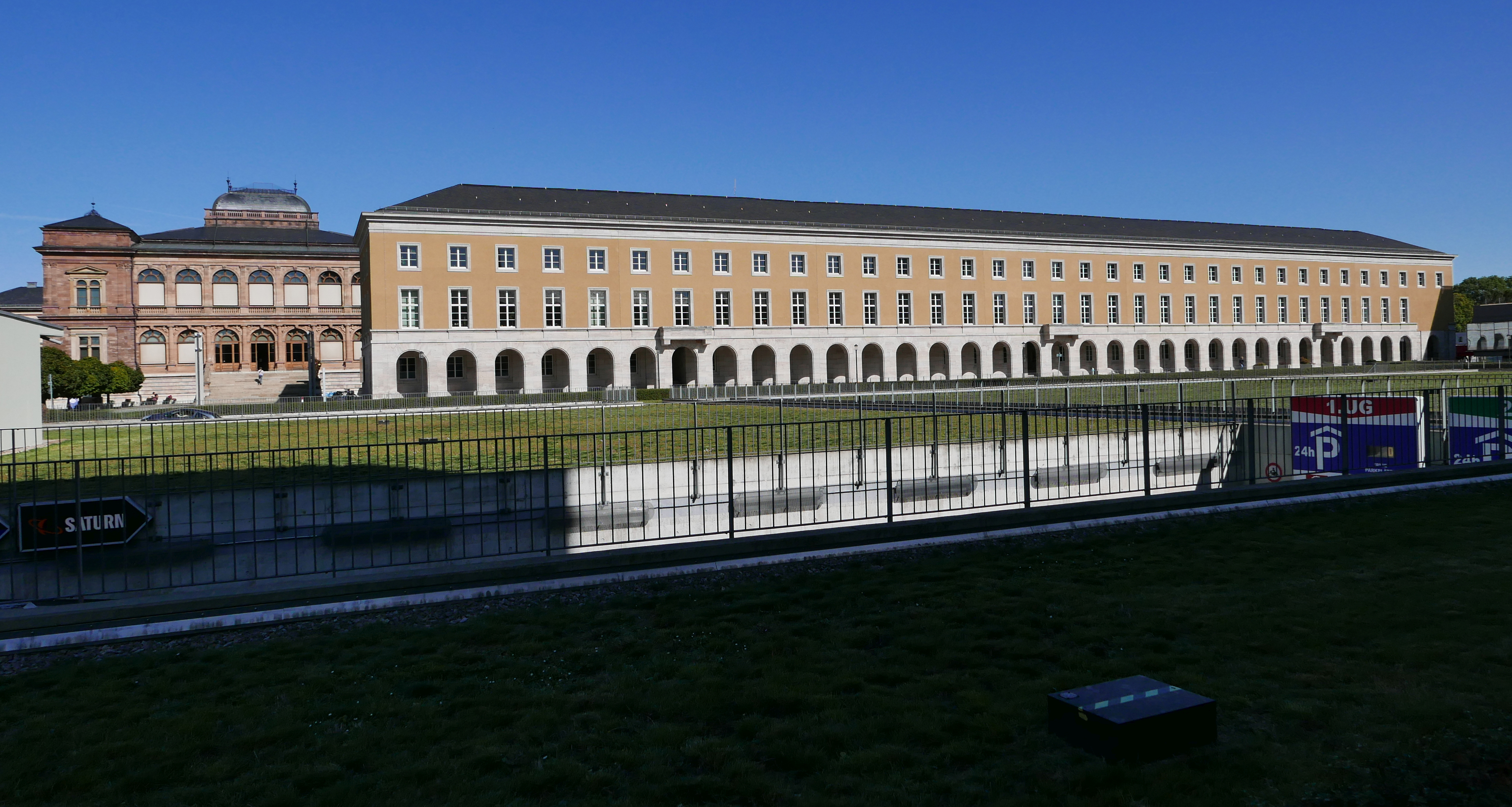
Blick über den Jorge-Semprún-Platz auf Neues Museum und Gauforum Weimar

Ab 1937 wurde es baulich in das Gauforum Weimar einbezogen. Dabei wurde der Vimaria-Brunnen entfernt; er ist seither verschollen. Bei den Luftangriffen auf Weimar im März 1945 beschädigten Luftminen das Dach des Gebäudes.

### Verfall des Gebäudes in der Nachkriegszeit und in der DDR
Das Gebäude wurde für die 1. Thüringer Kunstausstellung 1946 instand gesetzt. Danach begann der Ausbau aller verwertbaren Materialien für andere Gebäude. So erhielt das wiederaufgebaute Deutsche Nationaltheater die Heizungsanlage des Museums. Dies führte ab 1948 zum Verfall des Gebäudes. Zur DDR-Zeit verkam der Bau bis auf die Außenmauern zur Ruine, und es gab Überlegungen zu seiner Sprengung.

### Wiederaufbau und heutige Nutzung

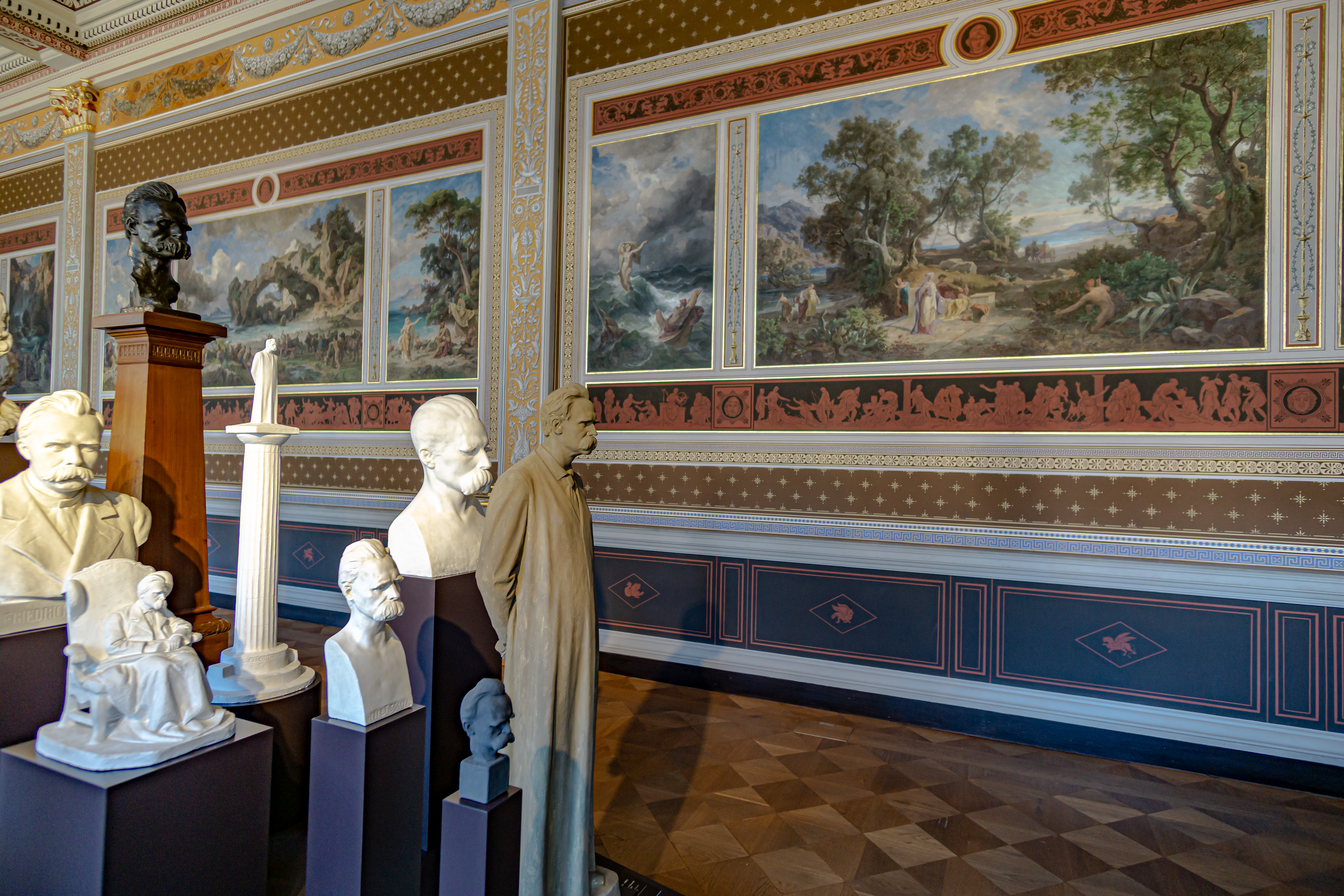
Statuen von Friedrich Nietzsche vor Wandbildern von Friedrich Preller dem Älteren

Noch vor der Friedlichen Revolution 1989/1990 erhoben engagierte Weimarer Bürger Forderungen nach einem Wiederaufbau des Museums. 1988 begannen Sicherungsmaßnahmen an dem verfallenen Gebäude. Der Wiederaufbau erfolgte von 1996 bis 1998 auf der noch soliden Bausubstanz. Im Jahr 1999 wurde das Gebäude als Neues Museum wiedereröffnet. Volker Wahl trat bei der Benennung hingegen dafür ein, ihm wieder den Namen Landesmuseum zu geben.
Bis 2017 wurden im Haus Wechselausstellungen zu verschiedenen Themen gezeigt.

### Heutige Dauerausstellung
Die im April 2019 eröffnete Dauerausstellung Van de Velde, Nietzsche und die Moderne um 1900, präsentiert internationale Werke der frühen Moderne von der Weimarer Malerschule bis zu Henry van de Velde. Ausgehend von Friedrich Nietzsche als Vordenker werden Positionen der frühen Moderne in Weimar vorgestellt. Hierzu zählen beispielsweise die Werke der von Harry Graf Kessler als Museumsdirektor geförderten Avantgarde von Claude Monet bis Max Beckmann. Einen roten Faden durch die Ausstellung bildet dabei die Erzählung von den gemeinsamen Bestrebungen von Harry Graf Kessler, Henry van de Velde und Elisabeth Förster-Nietzsche, ein „Neues Weimar“ zu schaffen, das die kulturelle Tradition Weimars mit dem Aufbruch der Moderne verknüpfen sollte – ein Ansinnen, das nicht zuletzt an den unterschiedlichen Weltanschauungen der Beteiligten scheiterte, dem Werbeclaim zur Ausstellung nach jedoch die „Wege zum Bauhaus“ bereitete.
Die Dauerausstellung wird ergänzend mit der Mobile App Weimar+ multimedial erfahrbar. Sie bietet als interaktiver elektronischer Museumsführer mit einer Audioführung vertiefende Materialien zu Objekten im Museum.
Zusammen mit dem Bauhaus-Museum Weimar ist das Museum Neues Weimar seit dem „Bauhausjahr 2019“ Teil des Quartiers Weimarer Moderne.

## Interieur

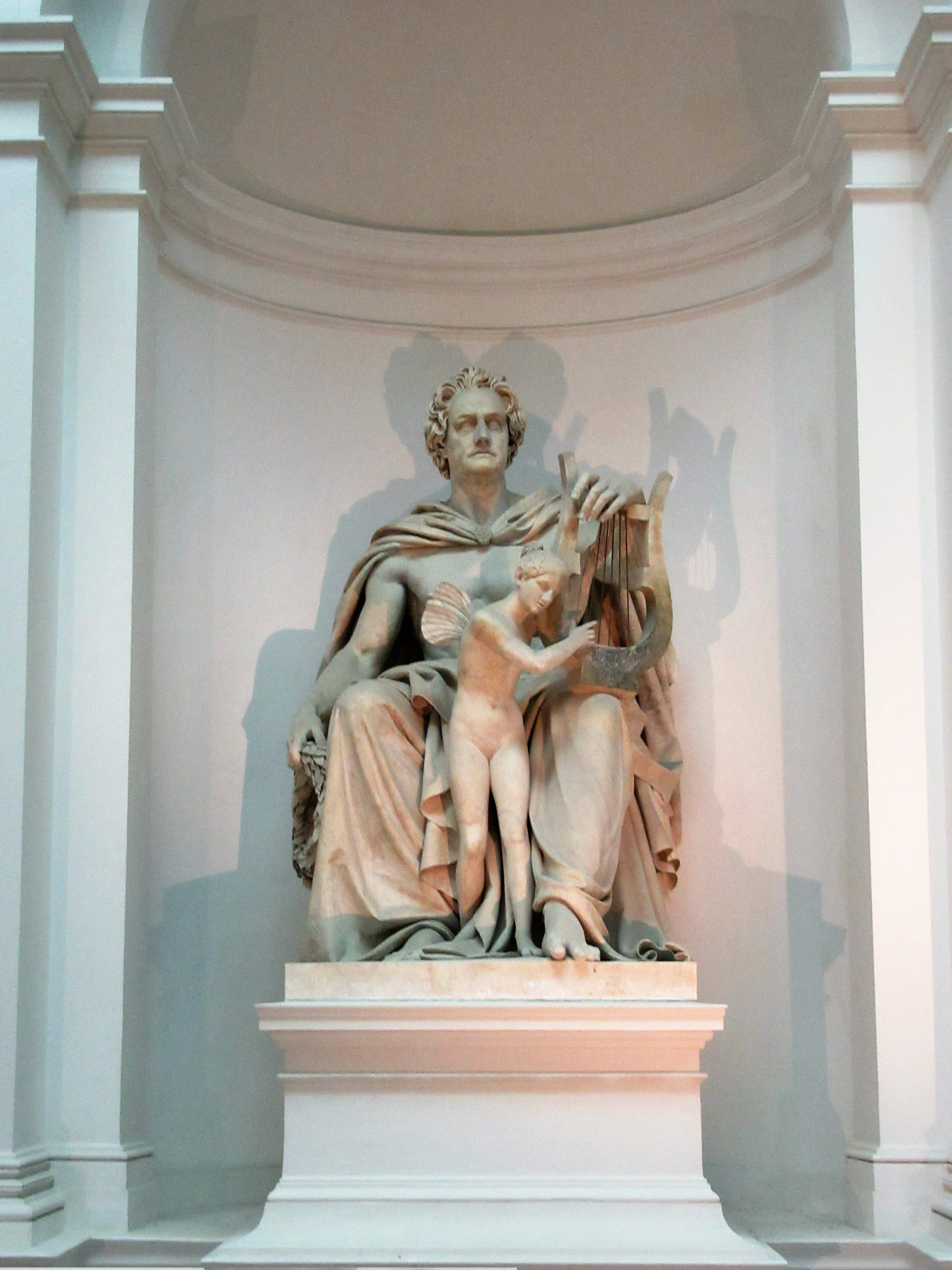
Goethe und Psyche (Statue von Carl Steinhäuser, 1851)

Zum wichtigsten Interieur gehören die Gemälde von Friedrich Preller dem Älteren, die Themen der homerischen Epen darstellen. Von ihm befindet sich auch eine Büste dort. Im Treppenhaus ist seit 1865 die monumentale Plastik Goethe und Psyche zu sehen, die Carl Steinhäuser 1851 nach einem Entwurf von Bettina von Arnim gestaltete. Diese wurde in Rom aus Carrara-Marmor gearbeitet. Ihr ursprünglicher Aufstellungsort war seit 1853 nach einem aufwendigen Transport im Tempelherrenhaus. Diese Kolossalstatue hat ein Gewicht von über 10 Tonnen. Dieser Transport wurde am Stegmannschen Haus künstlerisch thematisiert.
Am Eingang verneigt sich die von dem Düsseldorfer Künstler Thomas Schütte 2004 geschaffene, 2,5 m hohe Bronze-Skulptur Großer Geist Nr. 4 vor dem Besucher und vor der ausgestellten Kunst.

## Ausstellungen

### Dauerausstellungen
- Van de Velde, Nietzsche und die Moderne um 1900 (seit April 2019)

### Sonder- und Wechselausstellungen
- „… zum Raum wird hier die Zeit“ – Günther Uecker, Bühnenskulpturen und optische Partituren (8. April 2001 – 8. Juli 2001)
- Norbert Tadeusz, Italien sichten (17. Mai 2003 – 3. August 2003)
- Kunst der Weimarer Republik – Meisterwerke der Nationalgalerie Berlin (22. August 2004 – 24. Oktober 2004)
- Der erste Blick, die Sammlung GAG (19. März 2006 – 16. Juli 2006)
- Die Nacht und ihre Kinder (27. August 2006 – 15. November 2006)
- Candida Höfer, Weimarer Räume (18. Oktober 2007 – 17. Februar 2008)
- Vom Labor zum Projekt – Ausstellung, Symposium Fakultät Gestaltung Bauhaus-Universität Weimar (16. Oktober 2009 – 29. November 2009)
- Franz Ehrlich – Ein Bauhäusler in Widerstand und Konzentrationslager (2. August 2009 – 11. Oktober 2009)
- Hinaus in die Natur! Barbizon, die Weimarer Malerschule und der Aufbruch zum Impressionismus (14. März 2010 – 30. Mai 2010)
- Hans-Christian Schink – Fotografien 1980 bis 2010 (8. April 2011 – 13. Juni 2011)
- Arte Povera – aus der Sammlung des Kunstmuseum Liechtenstein (18. August 2012 – 21. September 2012)
- Abschied von Ikarus. Bildwelten in der DDR – neu gesehen (19. Oktober 2012 – 3. Februar 2013)
- Henry van de Velde – Leidenschaft, Funktion und Schönheit und sein Beitrag zur europäischen Moderne (24. März 2013 – 23. Juni 2014)
- Walter Sachs – Rückblick auf Gegenwärtiges (28. Februar 2014 – 21. April 2014)
- StipVisite – Thüringer Stipendiaten für Bildende Kunst 2013 (21. März 2014 – 11. Mai 2014)
- Claus Bury, meine Sicht (11. Mai 2014 – 22. Juni 2014)
- Krieg der Geister – Weimar als Symbolort deutscher Kultur vor und nach 1914 (1. September 2014 – 9. November 2014)
- Was bleibt? – Ein Versuch zur Gegenwart (8. August 2014 – 3. November 2014)
- Winckelmann – Moderne Antike (7. April 2017 – 2. Juli 2017)
- Wege aus dem Bauhaus – Gerhard Marcks und sein Freundeskreis (17. August 2017 – 5. November 2017)
- Nietzsche privat – Eine (un)mögliche Ausstellung (25. August 2023 – 15. Januar 2024)